# Testtömegindex

Angol nyelvű BMI-táblázat

A testtömegindex  (rövidítve TTI vagy BMI /angol: body mass index/, ritkább elnevezéssel Quetelet-index) egy statisztikai mérőszám, az egyén testmagasságának és -tömegének arányát méri. Kiszámítása során a kilogrammban megadott testtömeget osztják a méterben mért testmagasság négyzetével.
{\displaystyle {\mbox{TTI}}={\frac {{\mbox{testtömeg}}~[{\mbox{kg}}]}{{\mbox{testmagasság}}^{2}~[{\mbox{m}}^{2}]}}}
A testtömegindexet ma széles körben alkalmazzák az egészséges testsúly, túlsúlyosság vagy soványság meghatározására. Újabban módosítását javasolják, mivel több testalkatnál félrevezetően torzíthat. A módszert egy belga származású polihisztor, Adolphe Quetelet fejlesztette ki 1830 és 1850 között.

## Alkalmazása
Habár nem a tényleges testzsír-százalékot mutatja, hasznos lehet egy egészséges testsúly meghatározásánál, figyelembe véve a magasságot. Mivel könnyű kiszámolni, a TTI-t széles körben alkalmazzák a túlsúlyosság felmérésére a lakosság körében, ugyanakkor például sportolóknál – akik az átlagosnál nagyobb zsírmentes izomtömeggel rendelkeznek – a szám torzíthat és indokolatlan esetben is túlsúlyt jelezhet.
A soványság, illetve elhízás megállapítása a TTI alapján, felnőttekre vonatkoztatva (a WHO szerint):
| Testtömegindex (kg/m²) | Testsúlyosztályozás        |
| ---------------------- | -------------------------- |
| < 16                   | súlyos soványság           |
| 16 – 16,99             | mérsékelt soványság        |
| 17 – 18,49             | enyhe soványság            |
| 18,5 – 24,99           | normális testsúly          |
| 25 – 29,99             | túlsúlyos                  |
| 30 – 34,99             | I. fokú elhízás            |
| 35 – 39,99             | II. fokú elhízás           |
| ≥ 40                   | III. fokú (súlyos) elhízás |

A TTI-t sokszor táblázatos formában teszik közzé, melyben a függőleges tengely a magasságot, míg a vízszintes a testtömeget mutatja, az egyes kategóriákat pedig különböző színű sávokkal jelölik.

### Gyermekek
Gyermekek esetében a fent említett kategóriák nem használhatók. Náluk percentilis táblázatot alkalmaznak, mely azt mutatja meg, hogy az azonos nemű és életkorú gyermekek hány százalékának kisebb a testtömegindexe, mint a vizsgált egyénnek. Az 50-es percentilis az átlagos TTI-nek felel meg. A 97-esnél nagyobb percentilis kóros elhízásra utal, a 3-asnál kisebb pedig jelentős súlyhiányra. Magyarországon a 3. és 97. percentilis határai újszülötteknél 10,7 és 15,1; hatéveseknél 12,9 és 19,7 kg/m².

### Idősek
Idősek normál TTI [BMI] értéke nagyobb, mint a fiataloké, középkorúaké: 24–29 kg/m².

## A testtömegindex számítás korlátai, kritikája
A BMI-képlet hiányosságaira már megalkotója, Adolphe Quetelet is felhívta a figyelmet az 1840-es években. A 2010-es évektől tudományos kutatók újra kritizálják használatát. Az Oxfordi Egyetem matematikusai szerint a testtömegindex a magasabb embereket szisztematikusan kövérebbnek, az alacsonyabbakat viszont soványabbnak mutatja. Magyarázatuk szerint az ember háromdimenziós, a nagyobb testre egyenletesen rakódik rá súly, ami köbösen nő, a hagyományos index képlete viszont nem így számol. A testtömegindex emellett nem veszi figyelembe a testtömeget alkotó összetevők minőségét és a testalkatot sem. Mivel a zsírnak, az izomnak és a csontnak  különböző a sűrűsége, így a fajsúlya is. Egy vékony csontú, kevesebb izommal rendelkező ember például sokkal több zsírt visel magán, mint egy ugyanolyan testtömeg indexű, de kisportolt, erős csontozatú személy. Tehát a TTI megtévesztő túlsúlyosságot jelez például a testépítőknél, illetve egyéb izmosabb alkatú embereknél. A kutatók szerint a testtömegindex számos esetben félrevezető lehet, és csak korlátozottan alkalmas az egészségi állapot és a túlsúlyosság mértékének szakszerű megállapítására. Mai, széles körű, orvosi alkalmazásának veszélye, hogy pl. magas embereket tévesen túlsúlyosnak minősítenek, pedig még a normális tartományban van a testtömegük, míg bizonyos alacsony embereket normál testtömegűnek, pedig esetleg már van rajtuk túlsúly. A túlsúlyosság mértékének megállapítására a valós fittségi állapotot sokkal precízebben mutató módszerek léteznek, mint például a kalipperes zsírszázalékmérés, illetve a még pontosabb terheléses oxigénfogyasztás-mérés. Ezek mérése azonban bonyolultabb, több időt és drágább eszközöket igényel, elterjedésük a mindennapi orvosi használatban nehezebb.

## Javaslat a testtömegindex számítás módosítására
Az Oxfordi Egyetem matematikusai szerint a testtömeg / magasság2 helyett helyesebb volna a testtömeg / magasság2,5 formulát használni. A képlet elé egy állandó változót is ajánlanak, amely biztosítja, hogy egy átlagos magasságú embernél (170 centiméter) a hagyományos BMI-érték egyezzen meg az új BMI-értékkel.
A javasolt új formula: BMI = 1,3 x testtömeg (kilogramm) / magasság (méter)2,5

## Külső hivatkozások
- A testtömegindex hátulütői
- Testtömegindex-kalkulátor
- TTI kalkulátor a Magyar Nemzeti Szívalapítvány honlapján
- TTI kalkulátor gyermekekre
- Útmutató és táblázatok a gyermekkori tápláltság megítéléséhez
- Miért nem jelent pontos adatot a TTI-szám?
- Új, módosított (oxfordi) TTI-kalkulátor